# Eidsvoll
Eidsvoll é uma comuna da Noruega, com 456 km² de área e 18 338 habitantes (censo de 2004).         